# Negrilești (Bistrița-Năsăud)
Negrilești é uma comuna romena localizada no distrito de Bistrița-Năsăud, na região histórica da Transilvânia. A comuna possui uma área de 60.66 km² e sua população era de 2510 habitantes segundo o censo de 2007.